# Bridgend (circonscription du Parlement britannique)
Ne doit pas être confondue avec Bridgend, une circonscription du Senedd.
Pour les articles homonymes, voir Bridgend (homonymie).
Circonscription parlementaire de la 

Chambre des communes
Bridgend est une circonscription parlementaire britannique située au pays de Galles.

## Membres du parlement
| Election | Election | Membre,             | Parti        | Portrait |
| -------- | -------- | ------------------- | ------------ | -------- |
|          | 1983     | Peter Hubbard-Miles | Conservateur |          |
|          | 1987     | Win Griffiths       | Labour       |          |
|          | 2005     | Madeleine Moon      | Labour       |          |
|          | 2019     | Jamie Wallis        | Conservateur |          |

## Élections

### Élections dans les années 2010
| Élections générales de 2017: Bridgend, |                    |                |        |      |       |
| Parti                                  | Parti              | Candidat       | Votes  | %    | ±     |
|                                        | Labour             | Madeleine Moon | 21,913 | 50.7 | +13.6 |
|                                        | Conservateur       | Karen Robson   | 17,213 | 39.8 | +7.6  |
|                                        | Plaid Cymru        | Rhys Watkins   | 1,783  | 4.1  | −2.9  |
|                                        | Libéral Démocrates | Jonathan Pratt | 919    | 2.1  | −2.9  |
|                                        | UKIP               | Alun Williams  | 781    | 1.8  | −13.2 |
|                                        | Indépendant        | Isabel Robson  | 646    | 1.5  | +1.5  |
| Majorité                               | Majorité           | Majorité       | 4,700  | 10.9 | +6.0  |
| Participation                          | Participation      | Participation  | 43,255 | 69.6 | +3.8  |
|                                        | Labour hold        | Labour hold    | Swing  | +3.0 |       |

| Élections générales de 2015: Bridgend, |                    |                 |        |      |       |
| Parti                                  | Parti              | Candidat        | Votes  | %    | ±     |
|                                        | Labour             | Madeleine Moon  | 14,624 | 37.1 | +0.7  |
|                                        | Conservateur       | Meirion Jenkins | 12,697 | 32.2 | +1.8  |
|                                        | UKIP               | Caroline Jones  | 5,911  | 15.0 | +12.9 |
|                                        | Plaid Cymru        | James Radcliffe | 2,784  | 7.1  | +1.1  |
|                                        | Libéral Démocrates | Anita Davies    | 1,648  | 4.2  | −18.4 |
|                                        | Indépendant        | Les Morris      | 763    | 1.9  | N/A   |
|                                        | Green              | Tony White      | 736    | 1.9  | N/A   |
|                                        | TUSC               | Aaron David     | 118    | 0.3  | N/A   |
|                                        | Pirate             | David Elston    | 106    | 0.3  | N/A   |
|                                        | National Front     | Adam Lloyd      | 66     | 0.2  | N/A   |
| Majorité                               | Majorité           | Majorité        | 1,927  | 4.9  | −1.0  |
| Participation                          | Participation      | Participation   | 39,453 | 65.8 | +0.5  |
|                                        | Labour hold        | Labour hold     | Swing  | −0.5 |       |

| Élections générales de 2010: Bridgend, |                    |                 |        |      |       |
| Parti                                  | Parti              | Candidat        | Votes  | %    | ±     |
|                                        | Labour             | Madeleine Moon  | 13,931 | 36.3 | −6.6  |
|                                        | Conservateur       | Helen Baker     | 11,668 | 30.4 | +5.4  |
|                                        | Libéral Démocrates | Wayne Morgan    | 8,658  | 22.6 | +0.5  |
|                                        | Plaid Cymru        | Nicholas Thomas | 2,269  | 5.9  | −1.0  |
|                                        | BNP                | Brian Urch      | 1,020  | 2.7  | N/A   |
|                                        | UKIP               | Dave Fulton     | 801    | 2.1  | +0.9  |
| Majorité                               | Majorité           | Majorité        | 2,263  | 5.9  | -11.3 |
| Participation                          | Participation      | Participation   | 38,347 | 65.3 | +5.6  |
|                                        | Labour hold        | Labour hold     | Swing  | −6.0 |       |

### Élections dans les années 2000
| Élections générales de 2005: Bridgend |                    |                 |        |      |       |
| Parti                                 | Parti              | Candidat        | Votes  | %    | ±     |
|                                       | Labour             | Madeleine Moon  | 16,410 | 43.3 | −9.2  |
|                                       | Conservateur       | Helen Baker     | 9,887  | 26.1 | +0.8  |
|                                       | Libéral Démocrates | Paul Warren     | 7,949  | 21.0 | +6.6  |
|                                       | Plaid Cymru        | Gareth Clubb    | 2,527  | 6.7  | −0.5  |
|                                       | Green              | Jonathan Spink  | 595    | 1.6  | N/A   |
|                                       | UKIP               | Kunnathur Rajan | 491    | 1.3  | N/A   |
| Majorité                              | Majorité           | Majorité        | 6,523  | 17.2 | -10.0 |
| Participation                         | Participation      | Participation   | 37,859 | 59.2 | −1.0  |
|                                       | Labour hold        | Labour hold     | Swing  | −5.0 |       |

| Élections générales de 2001: Bridgend |                    |                  |        |      |       |
| Parti                                 | Parti              | Candidat         | Votes  | %    | ±     |
|                                       | Labour             | Win Griffiths    | 19,423 | 52.5 | −5.6  |
|                                       | Conservateur       | Tania Brisby     | 9,377  | 25.3 | +2.5  |
|                                       | Libéral Démocrates | Jean Barraclough | 5,330  | 14.4 | +2.9  |
|                                       | Plaid Cymru        | Monica Mahoney   | 2,653  | 7.2  | +3.4  |
|                                       | ProLife Alliance   | Sara Jeremy      | 223    | 0.6  | N/A   |
| Majorité                              | Majorité           | Majorité         | 10,046 | 27.2 | -8.0  |
| Participation                         | Participation      | Participation    | 37,006 | 60.2 | −12.1 |
|                                       | Labour hold        | Labour hold      | Swing  |      |       |

### Élections dans les années 1990
| Élections générales de 1997: Bridgend |                    |                   |        |      |       |
| Parti                                 | Parti              | Candidat          | Votes  | %    | ±     |
|                                       | Labour             | Win Griffiths     | 25,115 | 58.1 | +6.8  |
|                                       | Conservateur       | David Davies      | 9,867  | 22.8 | −12.9 |
|                                       | Libéral Démocrates | Andrew Mckinlay   | 4,968  | 11.5 | +1.2  |
|                                       | Referendum         | Tudor Greaves     | 1,662  | 3.8  | N/A   |
|                                       | Plaid Cymru        | Dennis R. Watkins | 1,649  | 3.8  | +1.0  |
| Majorité                              | Majorité           | Majorité          | 15,248 | 35.2 | +19.6 |
| Participation                         | Participation      | Participation     | 43,261 | 72.3 | -8.2  |
|                                       | Labour hold        | Labour hold       | Swing  |      |       |

| Élections générales de 1992: Bridgend, |                    |                  |        |      |      |
| Parti                                  | Parti              | Candidat         | Votes  | %    | ±    |
|                                        | Labour             | Win Griffiths    | 24,143 | 51.3 | +3.7 |
|                                        | Conservateur       | David A. Unwin   | 16,817 | 35.7 | −2.3 |
|                                        | Libéral Démocrates | David Mills      | 4,827  | 10.3 | −1.9 |
|                                        | Plaid Cymru        | Alun Lloyd Jones | 1,301  | 2.8  | +0.5 |
| Majorité                               | Majorité           | Majorité         | 7,326  | 15.6 | +6.0 |
| Participation                          | Participation      | Participation    | 47,088 | 80.5 | −0.1 |
|                                        | Labour hold        | Labour hold      | Swing  | +3.0 |      |

### Élections dans les années 1980
| Élections générales de 1987: Bridgend |                                   |                                   |        |      |       |
| Parti                                 | Parti                             | Candidat                          | Votes  | %    | ±     |
|                                       | Labour                            | Win Griffiths                     | 21,893 | 47.5 | +12.3 |
|                                       | Conservateur                      | Peter Hubbard-Miles               | 17,513 | 38.0 | −0.4  |
|                                       | Social Democratic                 | Russell Smart                     | 5,590  | 12.1 | −11.1 |
|                                       | Plaid Cymru                       | Laura McAllister                  | 1,065  | 2.3  | −0.9  |
| Majorité                              | Majorité                          | Majorité                          | 4,380  | 9.5  | N/A   |
| Participation                         | Participation                     | Participation                     | 46,061 | 80.3 | +3.3  |
|                                       | Labour vainqueur sur Conservateur | Labour vainqueur sur Conservateur | Swing  | +6.8 |       |

| Élections générales de 1983: Bridgend |                                        |                     |        |      |     |
| Parti                                 | Parti                                  | Candidat            | Votes  | %    | ±   |
|                                       | Conservateur                           | Peter Hubbard-Miles | 15,950 | 38.4 | N/A |
|                                       | Labour                                 | John A. Fellows     | 14,623 | 35.2 | N/A |
|                                       | Social Democratic                      | Russell Smart       | 9,630  | 23.2 | N/A |
|                                       | Plaid Cymru                            | Keith Bush          | 1,312  | 3.2  | N/A |
| Majorité                              | Majorité                               | Majorité            | 1,327  | 3.2  | N/A |
| Participation                         | Participation                          | Participation       | 41,515 | 77.0 | N/A |
|                                       | Conservateur Vainqueur (nouveau siège) |                     |        |      |     |